# 王承爔
王承爔（？年—？年），字緝卿，號澹軒，廣東廣州府番禺縣人，由拔貢試用知縣，乾隆二十二年八月署四川順慶府岳池縣知縣。是一位政治人物，明清時曾在四川順慶府岳池縣（位於今四川東北部，武周萬歲通天二年分南充、相如二縣置，是一個千年古縣）擔任官吏。